# Francisc Bárányi
Dans le nom hongrois Bárányi Ferenc, le nom de famille précède le prénom, mais cet article utilise l’ordre habituel en français Ferenc Bárányi, où le prénom précède le nom.
Francisc Bárányi, né le 13 mai 1936 à Sânnicolau Mare (județ de Timiș) et mort le 9 décembre 2016 à Budapest, est un écrivain et homme politique roumain issu de la communauté magyare de Roumanie et  membre de l’Union démocrate magyare de Roumanie (UDMR).